# 元山斉
元山 斉（もとやま ひとし）は、日本の統計学者・経済学者。専門分野は、統計科学・経済統計学・情報科学。特に、標本調査理論・経済統計・ミクロ計量経済学。学位は、博士（経済学）（一橋大学・論文博士・2008年）。青山学院大学経済学部教授。

## 略歴

### 学歴
- 1996年 一橋大学経済学部卒業
- 2004年 一橋大学大学院経済学研究科博士課程単位取得退学
- 2008年 一橋大学より博士（経済学）の学位を取得[2]

### 職歴
- 2004年 青山学院大学経済学部助手
- 2007年 一橋大学経済研究所COE研究員[3]
- 2008年 一橋大学大学院経済学研究科特任講師[4]
- 2010年 大学共同理論機関法人 情報・システム研究機構 新領域融合研究センター（統計数理研究所）融合プロジェクト特任研究員
- 2012年 信州大学経済学部経済学科社会と情報講師[5]
- 2014年 信州大学学術研究院社会科学系講師[5]
- 2015年 青山学院大学経済学部経済学科准教授[6]
- 2018年 青山学院大学経済学部経済学科教授[6]

## 著書
- 『統計応用の百科事典』松原望, 美添泰人, 岩崎学, 金明哲, 竹村和久, 林文, 山岡和枝 (編)，丸善，2011年10月，700頁.（経済時系列関連項目 (定常時系列モデル、ARIMA モデル、状態空間モデルとカルマン・フィルター、多変量時系列モデル、非定常時系列モデル、季節調整の手法、非線形時系列モデル) を担当. pp. 266-279）.
- 『景気指標の新しい動向』(経済分析第166号)，美添泰人・大平純彦・塩路悦朗・勝浦正樹・元山斉・大西俊郎・沢田章・木村順治・児玉泰明著，内閣府経済社会総合研究所，2003年2月，286頁.
- 『経済動向指標の再検討』(経済分析 政策研究の視点シリーズ19)，美添泰人・大平純彦・塩路悦朗・勝浦正樹・元山斉・高瀬浩二・大西俊郎・澤田章・青木周平・北岡智哉・芦沢理恵・前島秀人著，内閣府経済社会総合研究所，2001年3月，208頁.

## 主な論文
- Toshihiko Kawamura and Hitoshi Motoyama "A Test of the Equality of SN Ratios based on the Inverse Gussian Distribution" Journal of Japanese Society for Quality Control , Vol.45, No.1:76-82 2015(Jan.)
- Hitoshi Motoyama "Note on a Bahadur representation of sample quantiles from a finite population" Bulletin of Informatics and Cybernetics , Vol.46:37-46 2014(Dec.)
- 河村敏彦、元山斉「乗法型計測システムにおけるパラメータ設計-応答関数モデリングとパフォーマンス測度モデリングによる最適化-」( Robust Parameter Design with Multiplicative Models in Measurement Systems : Optimization Based on Response Function Modeling and Performance Measure Modeling)「品質」(Journal of Japanese Society for Quality Control) , 42(2):79-85 2012(Apr.)
- Hitoshi Motoyama "Note on a simple derivation of the asymptotic normality of sample quantiles from a finite population" Behaviormetrika , 39(No. 1):1-8 2012(Feb.) doi:10.2333/bhmk.39.1, （有償閲覧）
- 美添泰人、元山斉、古隅弘樹「法人企業統計データを利用した地域経済活動指数作成の試み」( An Attempt to Compile Regional Indicators Using Financial Statistics of Japan)『統計数理』(Proceedings of the Institute of Statistical Mathematics), 第57巻(第2号):305-329 2009(Dec.)
- Hitoshi Motoyama and Hajime Takahashi(高橋一) "Smoothed Versions of Statistical Functionals from a Finite Population," Journal of the Japan Statistical Society, 38(No. 3):475-504 2008(Dec.)